# Kārlis Prauls
Kārlis Prauls, latvijski general, * 1895, † 1941.